# グループRally

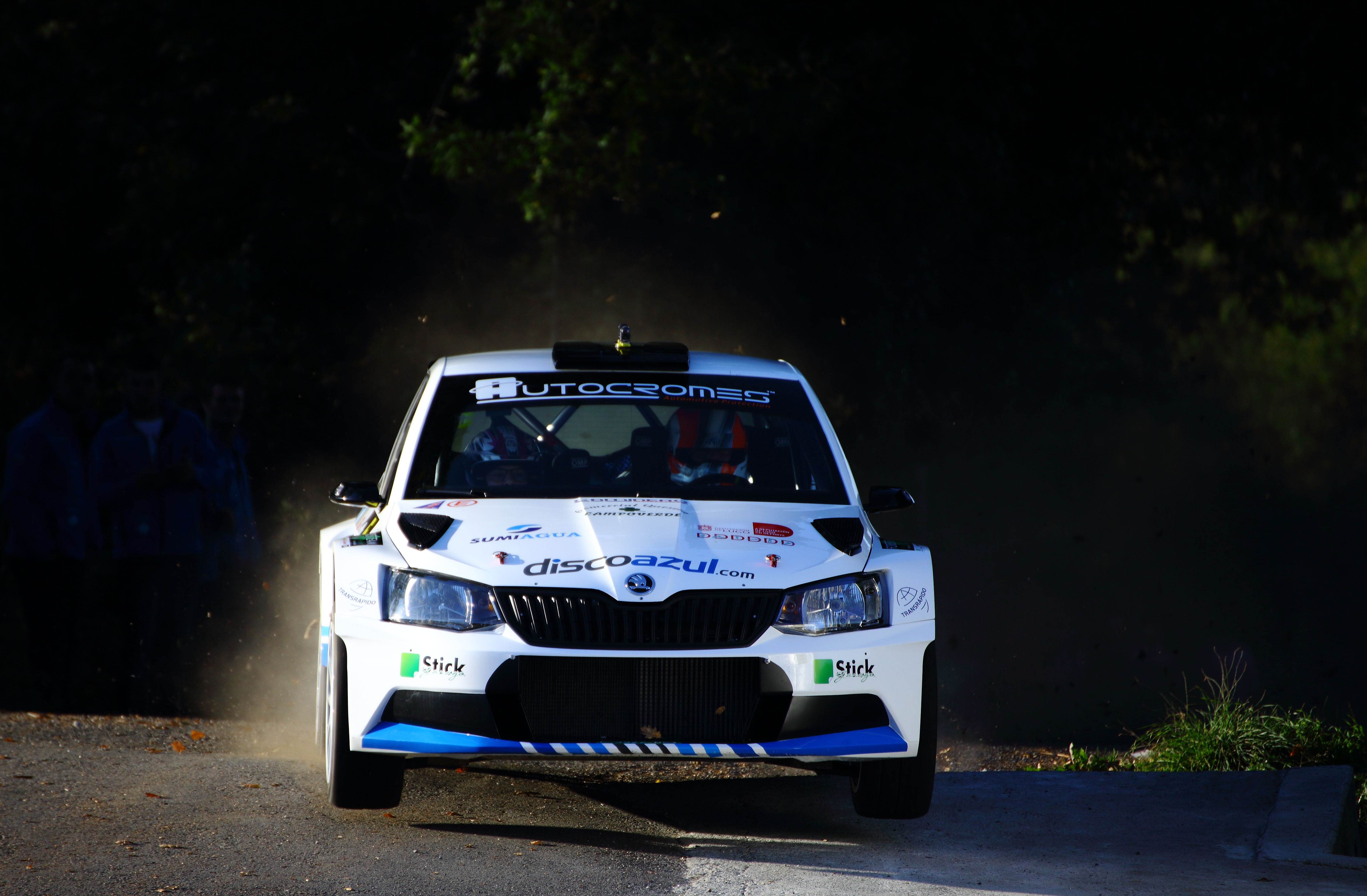
シュコダ・ファビアR5（2017年）

グループRally (Group Rally) は、国際自動車連盟 (FIA) が定める、ラリーに使用する競技車両のカテゴリーの総称である。2019年までの名称は『グループR』で、現在も一部には用いられている。

## 概要
FIAが発行する国際モータースポーツ競技規則 付則J項（国際競技車両規則）の部門Ⅰ（量産車両）に属し、「ツーリングカーまたは大規模量産プロダクションカー」と定義される。市販車を改造するという点ではグループAやグループNと同じだが、改造範囲により大きく複数のレギュレーションに分かれている点が異なる。その点ではグループGT3/GT4に近い性質を持つ。
グループRallyは大別すると四輪駆動ターボのRally2・Rally2キットカー・Rally3、二輪駆動のRally4・Rally5に分けられる。グループAの公認も取得することが前提条件であるため、ベース車両はシリーズ全体で25,000台、直接のモデルは連続する12ヶ月間で2,500台が生産されている4座席の量産車でなければならない。またそれに加えて「VR」と呼ばれる、改造についてのグループR独自の公認の取得も求められる。各VR公認を得ている部品は、ベース車両に無いものや他社ブランドのものでも使用が可能である。
ちなみに同じRがつくラリーカーのグループR-GTが存在するが、これは部門II（レーシングカー）のGTプロダクションカーを規定したものであり、グループRとは全く異なる規定である。また世界ラリー選手権（WRC）最高クラスのワールドラリーカー（WRカー）のベース車両と改造（WRCキット変型）は部門Ⅰだが、グループRallyではなくグループAの特例として公認を受けていた。2022年からWRカーに代わったグループRally1は部門Ⅱへと移動している。
WRCの下位クラスやFIA管轄の地域選手権ではたちまちメイン規定となり、マニュファクチャラーやプライベーターからグループGT3やTCRに匹敵するほどの人気を集めている。
日本では導入が遅れていたが、2015年に全日本ラリー選手権（JRC）にR1 - R3（現R3 - Rally5）車両が「RR車両」の名でJN5クラス（現JN2クラス）に正式に導入され、加えて2019年にはR5（現Rally2）のJN1クラス参戦も認可された。一般的に海外の車両は、ジュネーヴ条約加盟国で登録された車両に限り自動車カルネを用いて一時輸入すれば「締約国登録自動車」として登録国のナンバーのまま日本の公道を走行できるし、またプジョー・208 R2やシトロエン・DS3 R3のように日本の道路運送法に基づく登録番号票（="本ナンバー"）を取得した上でJRCに参戦するエントラントも多かったが、2019年にオサムファクトリーが輸入したシュコダ・ファビアR5はカルネ・本ナンバーいずれも認められず、日本自動車連盟（JAF）の選手権であるJRCを諦めるという一幕があった。その後2021年にJRCの規約が改訂され、ラリーを目的に仮ナンバーを取得することでファビアR5の参戦も可能となった。
他の日本のラリーイベントでは、日本スーパーラリーシリーズは初年度から仮ナンバー含め全てのグループRally車両の参戦が可能で、またWRCの日本ラウンドであるラリージャパン、およびこれのリハーサルイベント『セントラルラリー』もまた仮ナンバーでの参戦が可能であった。これについて当初は海外からのエントラントのナンバーの処遇はどうするのかという問題や、仮ナンバーの車両が溢れることが公道規則適合車を用いるというラリーの精神に則っているものなのか、という点に関して疑問の声も上がっていた。

## 沿革
2000年頃からFIAはグループA/グループNに代わるカテゴリを模索しており、その中でR規定（RはRallyの頭文字。この頃は「グループ」はつけずに単に「R○」と呼んでいた）が誕生した。従来と異なり排気量で改造範囲が変わるこの規定は、1.4LまでのR1は入門レベル、1.4 - 1.6LまでのR2は国内レベル、1.6 - 2.0LまでのR3は国際レベル、そしてR4に相当するのはトップカテゴリのスーパー2000という枠組みで当初は策定され、2000年代後半から順次採用されていくことになる。なおこの頃はいずれも自然吸気エンジンのみを想定していた。
2006年からのジュニア世界ラリー選手権（JWRC）で、開発競争が激化してコストの高騰したスーパー1600に対し、グループNに近い改造範囲で低コストで参戦できる規定としてR1 - R3が認可された。
2011年には、2005年頃はすでに構想されていた、グループN4の発展であるグループR4が発足。同年にJWRCがワンメイクしたため、戦場を失ったR1 - R3車両はPWRCへの参戦が認められた。
2013年にスーパー2000の後継カテゴリとしてターボエンジンの『R4T』が起草され、最終的にはこれを改名したグループR5が誕生し、現在のピラミッド構想の原型が出来上がった。
2015年にR4はFIA主催の欧州イベントから外されるなど段階的に廃止される一方、その代替として翌2016年にFIAワールドモータースポーツカウンシル (WMSC) にて共通コンポーネントを用いるR4キットカーが承認され、2018年からコンポーネントが発売されるようになった。
その後数字が若い方が戦闘力が低いのは車両クラス名・カテゴリ名と矛盾してわかりづらいということから、2020年にWRカーを頂点とし、R5を『RALLY2』、R4キットカーを『RALLY2キットカー』、R2を『RALLY4』、R1を『RALLY5』というピラミッド構造の下に改名された（この時R3だけは改名されなかった）。 なおグループR時代に作成されたマシンについては、固有の名称は旧称のままになっているが、新型の開発により改名するケースもある。その例としては、ファビアR5はエボリューションモデルで『ファビア Rally2 EVO』と改名されているが、旧型についてはそのままである。
2022年からは『Rally3』と、グループRallyからは独立した規定である『Rally1』が導入され、ラリーピラミッドは一旦の完成を見た。また同年、EV規定のe-Rally5の承認も行われた。

## 現行のクラス区分
| 車両クラス | グループ         | グループ         | NA排気量                | 過給排気量              | 気筒数      | 燃料       | 最低重量 | 駆動系式 | 主な該当選手権                         |
| ---------- | ---------------- | ---------------- | ----------------------- | ----------------------- | ----------- | ---------- | -------- | -------- | -------------------------------------- |
| RC2        | Rally2           | Rally2           | N/A                     | 1,620 cc                | 4気筒 3気筒 | ガソリン   | 1,230 kg | 四輪駆動 | - WRC2 - WRC3 - APRC - ERC - JRC (JN1) |
| RC2        | Rally2キットカー | Rally2キットカー | N/A                     | 1,600 cc                | 4気筒       | ガソリン   | 1,230 kg | 四輪駆動 | - WRC2 - WRC3 - APRC - ERC - JRC (JN1) |
| RC3        | R3               | R3D              | N/A                     | 2,000 cc以下            | 6気筒以下   | ディーゼル | 1,150 kg | 二輪駆動 | - JWRC - APRC3 - ERC3 - JRC (JN2)      |
| RC3        | R3               | R3T              | N/A                     | 1,620 cc以下            | 4気筒以下   | ガソリン   | 1,080 kg | 二輪駆動 | - JWRC - APRC3 - ERC3 - JRC (JN2)      |
| RC3        | R3               | R3C              | 1,600 cc超 2,000 cc以下 | 1,067 cc超 1,333 cc以下 | 4気筒以下   | ガソリン   | 1,080 kg | 二輪駆動 | - JWRC - APRC3 - ERC3 - JRC (JN2)      |
| RC4        | Rally4           | Ra4C             | 1,600 cc超 2,000 cc以下 | 1,067 cc超 1,333 cc以下 | 4気筒以下   | ガソリン   | 1,080 kg | 二輪駆動 | - JWRC - APRC3 - ERC3 - JRC (JN2)      |
| RC4        | Rally4           | Ra4B             | 1,390 cc超 1,600 cc以下 | 927 cc超 1,067 cc以下   | 4気筒以下   | ガソリン   | 1,030 kg | 二輪駆動 | - JWRC - APRC3 - ERC3 - JRC (JN2)      |
| RC5        | Rally5           | Rally5           | 1,600 cc以下            | 1,067 cc以下            | 4気筒以下   | ガソリン   | 1,030 kg | 二輪駆動 | - JWRC - APRC3 - ERC3 - JRC (JN2)      |
| RC5        | Rally5           | Rally5           | N/A                     | 1,333 cc以下            | 4気筒以下   | ガソリン   | 1,080 kg | 二輪駆動 | - JWRC - APRC3 - ERC3 - JRC (JN2)      |

- 車両クラスはプライオリティ（出走順など）に関わる区分。

## グループRally2

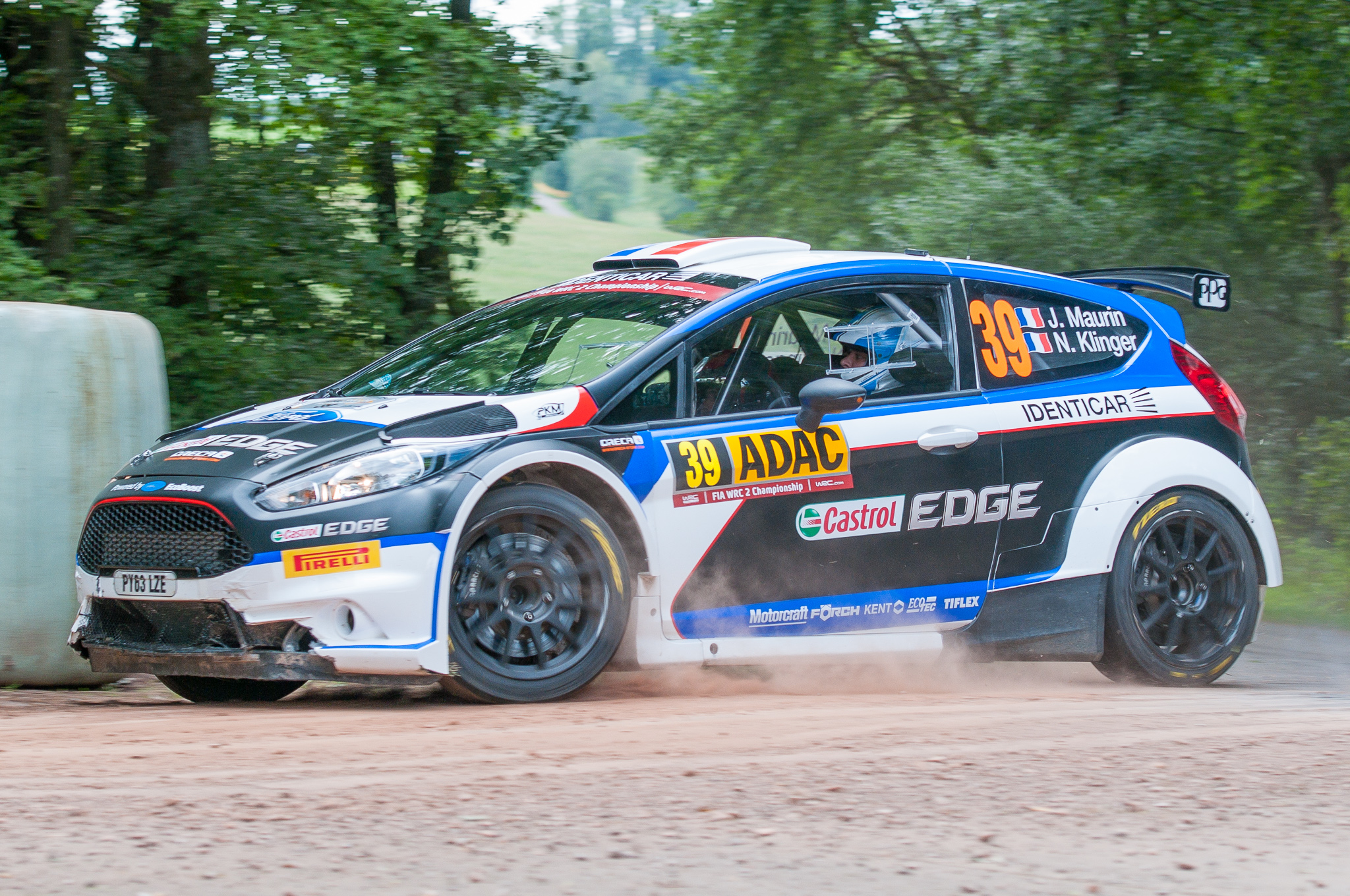
フォード・フィエスタR5（2014年）

旧名グループR5。パワーウェイトレシオは4.2 kg/hp、最大販売価格は税抜198,840ユーロ。スーパー2000に代わり2013年に誕生した規定で、WRカーに次ぐ戦闘力を持ったグループRally規定最強のマシン。かつてはこれを次期WRカーにするという構想も存在したほどで、事実狭くツイスティなコースでは大柄な現行WRカーを凌ぐ速さを見せることもある。かつてプライベーターからの絶大な人気を誇ったグループN/R4やスーパー2000に取って代わり、JRCを含む各地域ラリーで最高峰マシンとして採用されている。またWRCでもワークスチームの参入が相次いだため、ワークスやプロドライバー向けのクラス（WRC2プロ→WRC2）が創設されたこともあった。
小型大衆車のサスペンションをマクファーソン・ストラット化した上で4WDターボに改造するというコンセプト自体はスーパー2000と共通であるが、量産車の部品をより多く用いてコストの削減を狙っているのがポイントである。
Rally2車両の排気量上限は1,620 cc。これはWRカーやラリー1の『GRE』とほぼ同じ排気量であるが、Rally2の場合は同一グループ内の市販車に由来するエンジンを用いる必要があること、4気筒エンジン搭載車はカムシャフトのリフト量は9 mmまで、3気筒のカムシャフトのリフト量は11 mmまでに規制されている事と、吸気リストリクター径が32 mmとWRカーに比べたら小さく、280馬力程度に絞られる事など相違点は多い。最大過給圧は2.5bar、最大圧縮比は10.5:1に設定されている。スーパー2000とは異なり、可変バルブ機構の採用が可能である。
エンジン以外についても、ターボチャージャーや冷却システムなど多くの部品で、公認を受けた量産車のものを多く用いる必要がある。ヘッドランプもベース車両と同じもので、ホイールアーチも拡大できないため、フロントサスペンションの設計の自由度はWRカーに比べて著しく低い。ただし最大サスペンションストローク量に規定は無いため、車種によっては270mm制限のあるラリー1よりも大きく取れる可能性がある。
駆動系についてはスーパー2000同様、サディフ社またはXトラック社が公認コンポーネントの供給を行う。ギアボックスは5速までのシーケンシャルシフト、ディファレンシャルギア（デフ）は前後のみの機械式となっている。前後輪の回転数の差を吸収するセンターデフは禁止されている代わりユニバーサルジョイント（カルダンシャフト）を用いており、リエゾンの走行をこなせるようになっている。タイトコーナーでリアをロックさせて滑らせるために、ハンドブレーキを引いた時にリアアクスルを切り離す特別なクラッチも装備される。
空力についてはより厳しく、リアウィングは全幅を超えるサイズのものは装備できず、その価格も800ユーロまでに規制されている。
公認取得後の改造については、使用回数の規制された『ジョーカー』を用いることで可能である。
なおRally2に参戦するクルーに対しては、FIAがWRカーと同様の安全装備を義務付けている関係で、最新の安全装備が必要とされており、常にFIAから発行される安全装備に関するテクニカルリストに即した、ヘルメット・FHRデバイス・レーシングウェアの装着が必須である。

### Rally2公認車両
シュコダ・ファビア R5/ EVO Rally2/ファビアRS Rally2
2015年デビュー。エンジンはオクタヴィアが使う2L4気筒直噴ターボの排気量を1620cc以下に縮小して搭載。2016年 - 2018年にエサペッカ・ラッピ、ポンタス・ティデマンド、ヤン・コペッキーとシュコダのワークスチームドライバーがWRC2を3連覇した。特に2018年はWRC2の13戦中11戦でファビアが優勝を奪ったほか、世界の28ものラリー選手権でファビアR5がチャンピオンに輝くなどRally2最強マシンとして世界中を席巻した。2019年のWRC2プロもカッレ・ロバンペラとともに製造者部門も含めて制覇するものの、ワークスチームはこの年限りで撤退した。日本でもクスコや福永修が最初のR5にファビアを選んでいることからも、その戦闘力の高さがうかがえる。2019年には累計300台供給を達成。また同年エボリューションモデルのEVO Rally2が登場している。また、2021年にベースとなるファビアがモデルチェンジした事から、2023年に新型をベースにしたシュコダ・ファビアRS ラリー2がデビューしている。
フォード・フィエスタ R5
2013年デビューの、世界初のR5マシン。開発はMスポーツ。地域選手権向けのフィエスタ RS RRC同様プライベーターから高い人気を誇るが、2016年以降はシュコダ勢に押され気味である。2019年より開始されるWRC2プロにも参戦し、同年にはエボリューションモデルが登場した。
プジョー・208 T16 R5
2014年にデビュー。WRCを撤退したプジョーが作成したR5マシン。クレイグ・ブリーンがヨーロッパラリー選手権（ERC）では4勝を挙げるもののWRC2での優勝は0回に終わり、2017年以降は使用者が激減している。セバスチャン・ローブ・レーシングはこのマシンを使用していた。
シトロエン・DS3 R5
2014年デビュー。2015年のラリー・モンテカルロでステファン・ルフェーブルがWRC2優勝を果たすものの、優勝はこの1回のみであった。2017年にエボモデルが開発されるも、同年末にC3 R5がデビューしたため、以降は参戦台数が激減した。
ヒュンダイ・i20 R5
ステファン・サラザンらをテストドライバーとして起用し2016年にデビュー。心臓部にはジェネシスクーペのG4KFエンジンを1.6 L化したものを収めている。2017年に韓国人ドライバーを地方のラリーで起用した他、2018年にはWRC2にヤリ・フットネンを起用しワークス参戦を果たすものの、最高順位は2位に終わっている。一年休止後、2020年にエボリューションモデル「i20 R5'20」を投入し、再びWRC2にワークス参戦を果たしている。その他WRカーで参戦しているティエリー・ヌービルやダニ・ソルドが地元のラリーにスポット参戦する際はこのマシンを使用している。
フォルクスワーゲン・ポロ GTI R5
2016年末にWRCを電撃撤退したフォルクスワーゲンが開発したR5マシン。同グループ内で市販車がプラットフォームを共有する、ファビアR5のノウハウがふんだんにフィードバックされている。デビュー戦となった2018年の第12戦ラリー・カタルーニャでは2003年WRC王者のペター・ソルベルグを起用し、クラス3位でフィニッシュを果たした。翌年より世界中のプライベートチームに運用され、ラリー・スウェーデンではWRC2で1 - 3フィニッシュを達成した。しかしVWブランドのEVシフトを進める方針転換により、2020年をもって生産を終了した。
シトロエン・C3 R5
2017年末にフランスの地方ラリーで0カーとしてデビューしたシトロエン2台目のR5マシン。2018年のツール・ド・コルスで実戦デビューを果たし、ヨアン・ボナートがWRC2クラス2位でフィニッシュしている。しかし同年はシュコダワークスに圧巻され、WRC2での優勝は達成できなかった。2019年より開始されるWRC2プロにも参戦。開幕戦モンテカルロではボナートがWRC2で優勝。第2戦スウェーデンでは昨年WRCワークスドライバーであったマッズ・オストベルグがWRC2プロを制している。2020年からはPHスポーツがシトロエンのセミワークスとしてWRC2およびWRC3に参戦する。
プロトン・アイリス R5
2017年にイギリスのメラーズ・エリオット・モータースポーツ (MEM) が開発を表明したR5マシン。右ハンドル・左ハンドルの両仕様が存在する。エンジンはランサーエボリューションXの4B11を1.6 L化したものを採用。2018年のWRCデビューを目処に開発を進め、往年のWRC王者マーカス・グロンホルムをテストドライバーとして起用した。イギリス選手権で先行デビューを果たすものの開発不足により公認取得を延期。2019年3月にホモロゲーションを取得して発売し、国際ラリーへの出場は可能になったものの、WRC2やERCへの参戦は現時点ではなされていない。
トヨタ・GRヤリス Rally2
TOYOTA GAZOO Racingが開発したのラリー2マシン。2022年のラリージャパンで初披露され、全日本ラリー選手権への実践投入をはじめ各地で開発が進められている。前輪駆動のRSグレードがベースとなっている。2024年1月4日にFIA国際自動車連盟のホモロゲーションを取得した。

### 正式な公認を取得していないRally2車両
三菱・ミラージュ R5
元ラリアート・スウェーデンのMパートABの開発したR5マシン。1.6 L化したランサーエボリューションXの4B11エンジンを内蔵しており、元々は『Mitsubishi R5』と名乗っていた。ベースのミラージュはグループAの公認を取得していないため、WRC2/WRC3へのエントリーはできない。2015年にオランダ選手権でデビューして以降各国内選手権やアジアパシフィックラリー選手権（APRC）などでは公認車両として認められており、2016年イギリス選手権ではチャンピオンを獲得している。また日本でも2017年のラリー北海道に登場して2位表彰台に上がっている。
トヨタ・エティオス R5
パラグアイのトヨタチームが2016年に開発した、トヨタ史上初のR5マシン。かつてセリカやロータス・エリーゼにも用いられていた2ZZ-GEを1.6 Lターボ化して搭載している。パラグアイおよび南米選手権限定で参戦が可能。2019年にはWRCラリー・アルゼンチンにも賞典外で参戦した。
オペル・コルサ R5
2017年にドイツのフォルツァーレーシングが開発したオペル・コルサベースにしたR5モデルマシン。正式名称は「フォルツァー・コルサ R5」。ラリーポルトガルで展示され、将来的なWRC参戦を見越してオペル本社と交渉を予定しているとのことであったが、オペル側はR5に興味がないと一蹴している。

## グループRally2キット
旧名グループR4キット。オレカの供給する共通コンポーネント（エンジン、駆動系、サスペンション）を量産車に組み込むもので、ベース車両についてグループAの公認を必要としない点が、他のグループRally規定とは一線を画す。また他のグループR車両は基本的に量産車メーカーが開発・公認を受けるのに対し、Rally2キットカーはプライベーターが独自に開発を行うのも大きな特徴で、これにより多様な車種の参入が可能となっている。
もともとはR4の代替として、R5 (Rally2) とR3の間を埋めるための地域選手権限定の規則として発足した。後に各クラスの改名に合わせて"グループRally2キット" (RC2) に名称が改められている。ただしWRC2/3の選手権にはまだ参戦が認められていない。

### Rally2キットで開発された車両
トヨタ・エティオス R4
オレカがR4キットを用いて最初に開発したマシン。ASMモータースポーツとの共同開発であり、テストドライバーはステファン・サラザンが務めた。南アフリカ国内選手権ではデビューウィンを飾っている。
ダチア・サンデロ R4
エティオスR4を開発したASMモータースポーツが作成。2020年モンテカルロに登場した。
フィアット・500X R4
フランスのミラノレーシングが開発。クロスオーバーSUVをベースとする珍しいグループRallyマシン。2019年4月の地方選手権でデビューを果たし、2020年モンテカルロにも登場した。
ルノー・クリオ N5
スペインのRMCモータースポーツがルノー・スペインの援助を受けて開発したマシン。WRC王者を父に持つF1ドライバーのカルロス・サインツJr.もテストドライブをしたことがある。スペインの独自規格である「N5」としてスペイン国内選手権に参戦している。
アウディ・A1 R4
オーストリアのWIETチームが作製。2019年末時点で3度コースカーとして投入されているが、実戦ではまだデビューしていない。
ミニ・クーパー R4
ポーランドのEVOLVEモータースポーツが作成。2019年ラリー・フィンランドにてコースカーとして登場した。
トヨタ・ヤリス R4
同じくEVOLVEモータースポーツが作成。販売も行っているが、コースカーを含め実戦への投入はまだ無い。
スズキ・スイフトR +N5
スズキスペインが作成。ターマックイベントを中心にスペイン国内選手権に参戦させている。

## グループRally3
グループRally最後発となる規定で、2021年から登場。名称が似ているがR3とは関連性の無い、全く新しい規定である。パワーウェイトレシオは5.6 kg/hp、最大販売価格は税抜100,000ユーロ。戦闘力差の大きいRally2とRally4の間を埋め、4WD車へのステップアップを促進するための規定。
コスト削減のために足回り（ウィッシュボーン、ブレーキキャリパー、ダンパー）は共通部品を用いるほか、ボディワークはほぼ市販車状態に制限される。エンジンはターボの場合、30 mm径吸気リストリクターで210馬力程度に絞られる。
2022年からWRC3の車両として採用されている。

### Rally3で開発された車両
- フォード・フィエスタ
- プジョー・208
- ルノー・クリオ

## グループR3 / Rally4

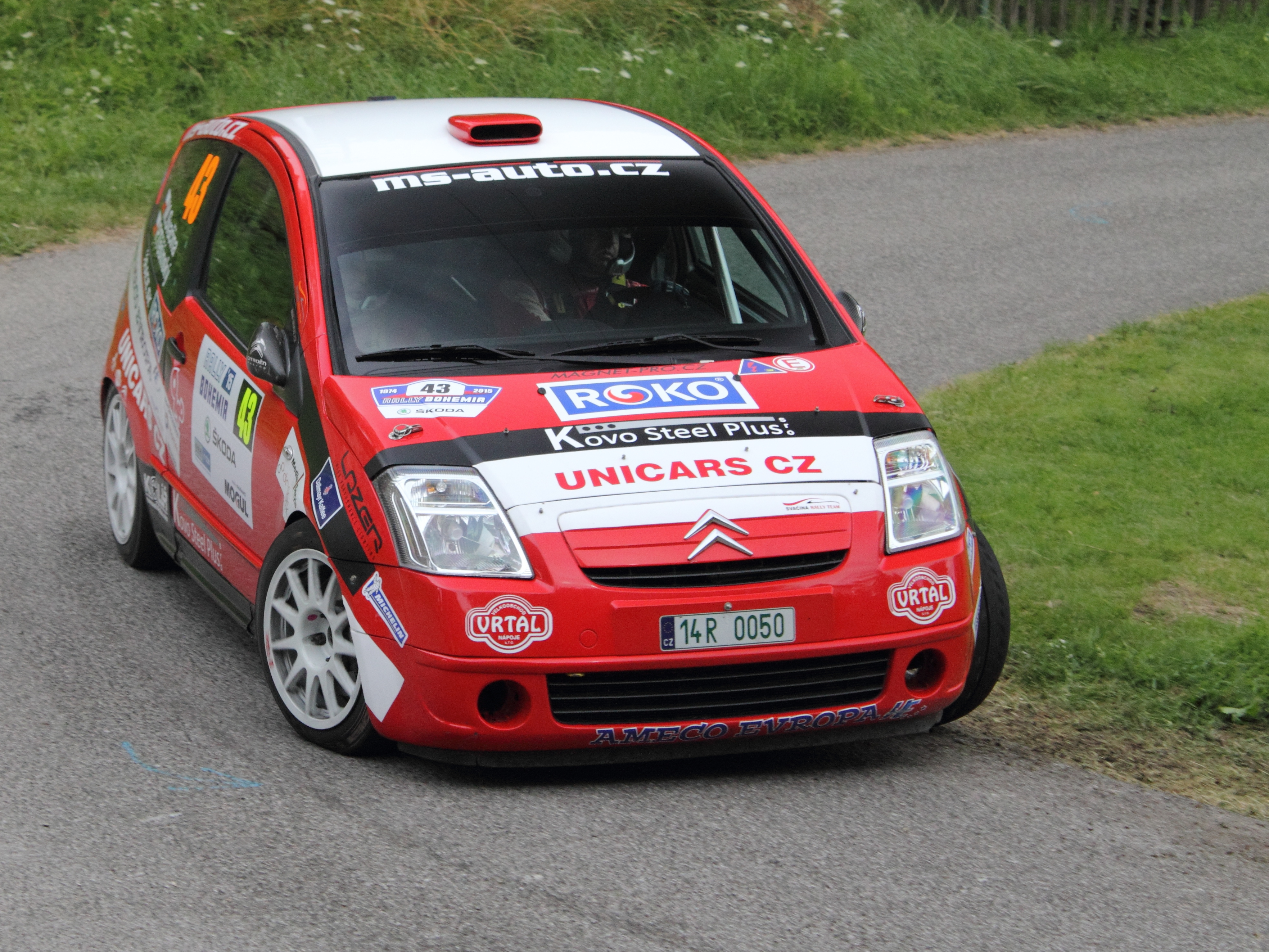
シトロエン・C2 R2（2015年）

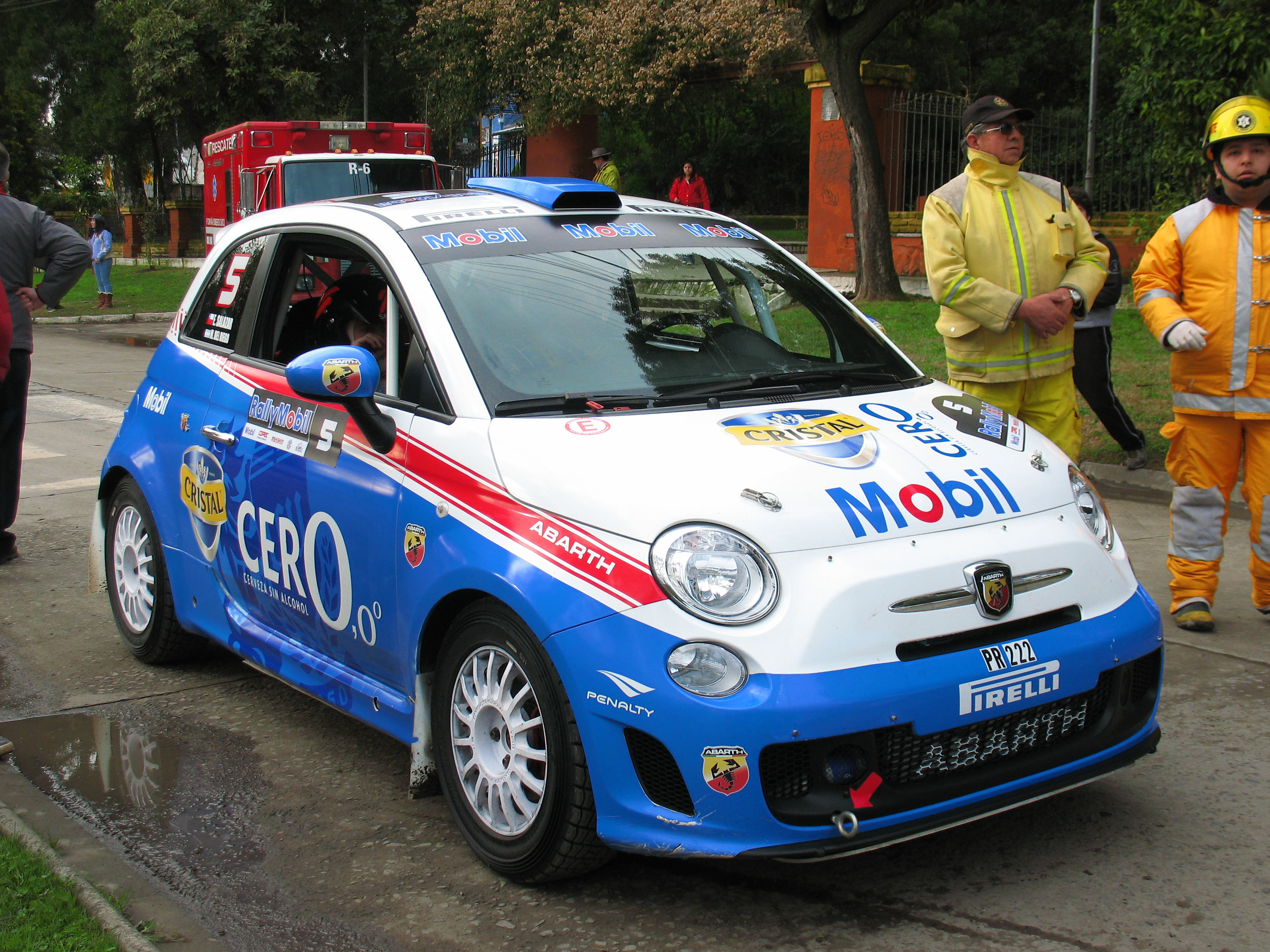
アバルト・500 R3T（2011年）

Rally4の旧称はグループR2。パワーウェイトレシオは5.1 kg/hp、最大販売価格は税抜70,000ユーロ。グループRにおける二輪駆動車のメイン。R3とRally4は技術的にかなり近く、参戦クラスも滅多に区別されない。本規定唯一の後輪駆動車であるトヨタ・GT86 CS-R3もこれに該当する。
WRCではWRC3を主戦場としていたが、2019年に同クラスが廃止されて以降はJWRCにワンメイク供給されるフォード・フィエスタR2以外は、R1同様地域選手権や地元プライベーターの使用がメインとなる。

### R3公認車両
- シトロエン・DS3 R3
- フォード・フィエスタ R2T
- アバルト・500 R3T
- フィアット・グランデ プント R3D
- ホンダ・シビック R3T
- プジョー・207 R3T
- ルノー・クリオ III R3T
- ルノー・クリオ IV R3T
- トヨタ・GT86 CS-R3

### Rally4公認車両
- シトロエン・C2
- フォード・フィエスタ Mk7
- オペル・アダム
- プジョー・208
- ルノー・トゥインゴ II
- シュコダ・ファビア

## グループRally5

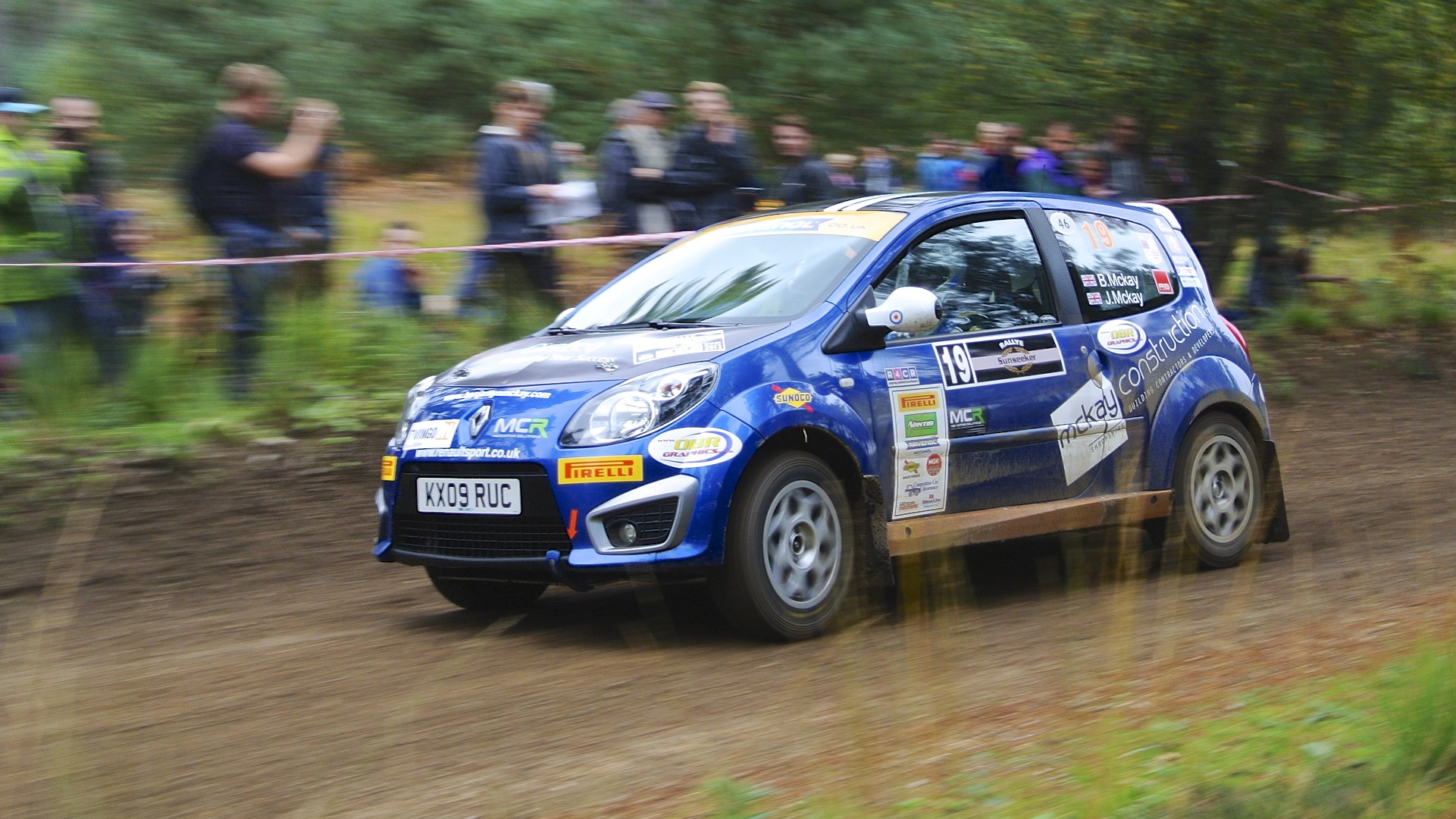
ルノー・トゥインゴ R1（2013年）

旧名はグループR1。パワーウェイトレシオは6 kg/hp、最大販売価格は税抜40,000ユーロ。グループRのエントリークラスで、安全装備やチューニング程度の改造しか認められない。WRCでは地元プライベーター以外が使うことは極めて稀である。

### Rally5公認車両
- シトロエン・DS3
- フォード・フィエスタ Mk7
- ルノー・トゥインゴ II
- トヨタ・ヤリス

## グループR4 / NR4

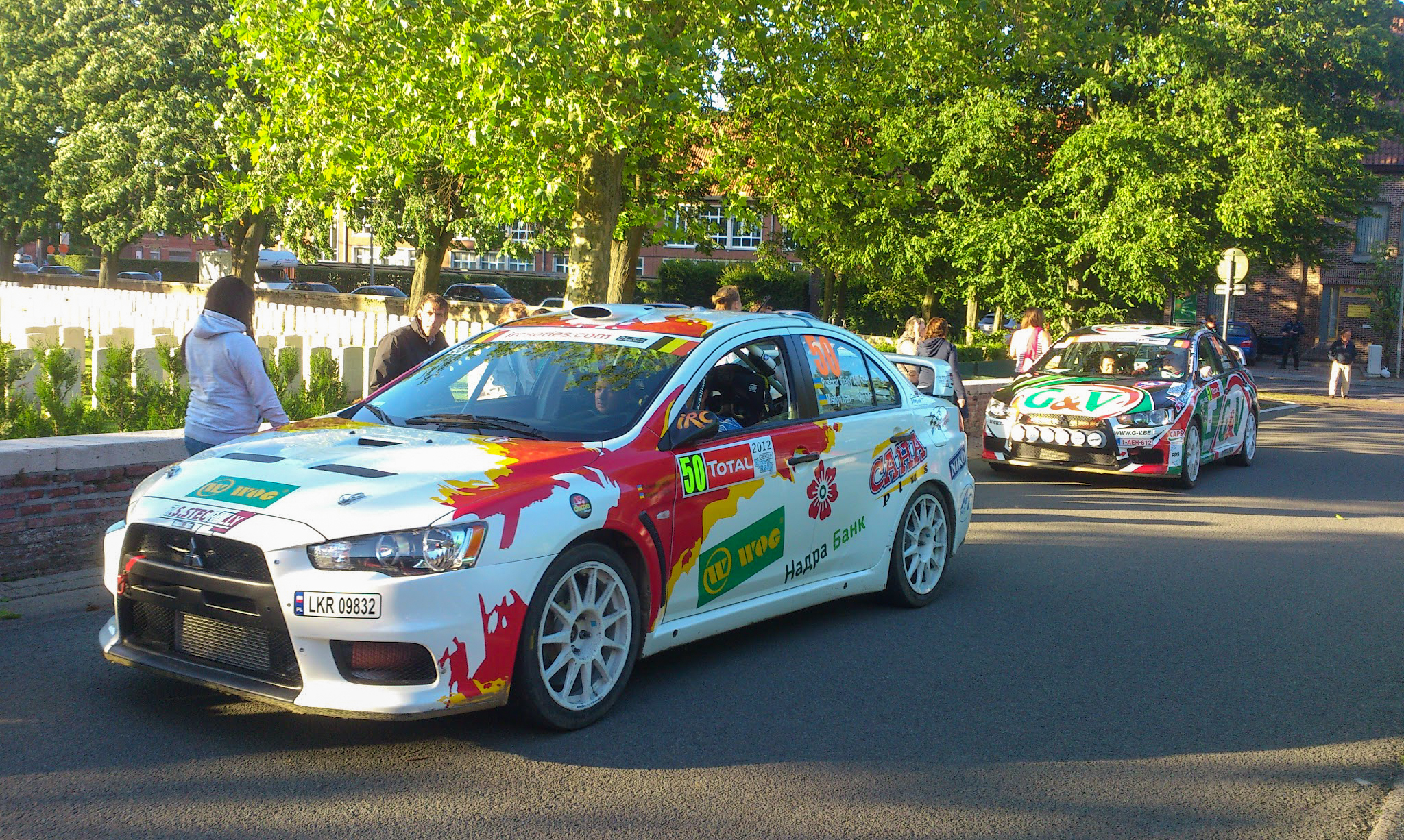
三菱・ランサーエボリューション X R4（2012年）

2012年にグループNとスーパー2000の戦闘力の差を埋めるために誕生した規定。2013年までのグループN4ホモロゲーション取得車両をベースに、軽量化やサスペンション・冷却性能向上のためのキット装着・ボンネットの開口部の作成・ターボの変更・窓ガラスの変更などが可能である。従来のグループNとは異なり、変型（VO・VR）のための追加生産は必要としない。これにより1 kmあたり1秒の戦闘力の向上が望まれたものの、実際には0.3秒程度のアップに留まった。加えてN4の改造範囲の拡大によりR4を区別する必要も無くなったことから、最終的に両者はR4に統合された。これにより従来のR4は「VR4」、N4は「グループNR4」の名称で区別される。
2015年以降のVR4はFIAシリーズの主催の欧州イベントでのエントリーを不可とされ（ただしASN車両枠なら参戦可能）、2017年にはR4の名称・立場を全く異なる規定であるR4キットカー（現Rally2キットカー）に明け渡すなど、段階的に廃止されている。ただしNR4についてはERCに参戦が可能である。

### R4公認車両
- 三菱・ランサーエボリューションIX
- 三菱・ランサーエボリューションX
- スバル・インプレッサ WRX STI

## 過去のクラス区分

### 2019年まで
| グループ         | クラス           | 自然吸気排気量          | 過給排気量              | 気筒数    | 燃料       | 最低重量 | 駆動系式 | 主な該当選手権                                 |
| ---------------- | ---------------- | ----------------------- | ----------------------- | --------- | ---------- | -------- | -------- | ---------------------------------------------- |
| R1               | R1A              | 1,390 cc以下            | 927 cc以下              | 6気筒以下 | ガソリン   | 980 kg   | 二輪駆動 | - JWRC - APRC3 - ERC3 - JRC (JN2)              |
| R1               | R1B              | 1,390 cc超 1,600 cc以下 | 927 cc超 1,067 cc以下   | 6気筒以下 | ガソリン   | 1,030 kg | 二輪駆動 | - JWRC - APRC3 - ERC3 - JRC (JN2)              |
| R2               | R2B              | 1,390 cc超 1,600 cc以下 | 927 cc超 1,067 cc以下   | 6気筒以下 | ガソリン   | 1,030 kg | 二輪駆動 | - JWRC - APRC3 - ERC3 - JRC (JN2)              |
| R2               | R2C              | 1,600 cc超 2,000 cc以下 | 1,067 cc超 1,333 cc以下 | 6気筒以下 | ガソリン   | 1,080 kg | 二輪駆動 | - JWRC - APRC3 - ERC3 - JRC (JN2)              |
| R3               | R3C              | 1,600 cc超 2,000 cc以下 | 1,067 cc超 1,333 cc以下 | 6気筒以下 | ガソリン   | 1,080 kg | 二輪駆動 | - JWRC - APRC3 - ERC3 - JRC (JN2)              |
| R3               | R3D              | N/A                     | 2,000 cc以下            | 6気筒以下 | ディーゼル | 1,150 kg | 二輪駆動 | - JWRC - APRC3 - ERC3 - JRC (JN2)              |
| R3               | R3T              | N/A                     | 1,620 cc以下            | 4気筒以下 | ガソリン   | 1,080 kg | 二輪駆動 | - JWRC - APRC3 - ERC3 - JRC (JN2)              |
| R4               | R4               | N/A                     | 2,000 cc以上            | 無制限    | ガソリン   | 1,300 kg | 四輪駆動 | - APRC - JRS                                   |
| （R4キットカー） | （R4キットカー） | N/A                     | 1,600 cc                | 4気筒     | ガソリン   | 1,230 kg | 四輪駆動 | - APRC - JRS                                   |
| R5               | R5               | N/A                     | 1,600 cc                | 4気筒     | ガソリン   | 1,230 kg | 四輪駆動 | - WRC2/WRC2プロ - APRC - ERC - JRC (JN1) - JSR |

### 2014年まで
| グループ | クラス | 排気量                  | 最大気筒数 | エンジン型式 | 燃料       | 最低重量 | 駆動系式 | 該当選手権    |
| -------- | ------ | ----------------------- | ---------- | ------------ | ---------- | -------- | -------- | ------------- |
| R1       | R1A    | 1,400 cc以下            | 6気筒      | 自然吸気     | ガソリン   | 980 kg   | 二輪駆動 | - WRC3 - JWRC |
| R1       | R1B    | 1,400 cc超 1,600 cc以下 | 6気筒      | 自然吸気     | ガソリン   | 1,030 kg | 二輪駆動 | - WRC3 - JWRC |
| R1       | R1T    | 1,400 cc以下            | 6気筒      | ターボ       | ガソリン   | TBA      | 二輪駆動 | - WRC3 - JWRC |
| R2       | R2B    | 1,400 cc超 1,600 cc以下 | 6気筒      | 自然吸気     | ガソリン   | 1,030 kg | 二輪駆動 | - WRC3 - JWRC |
| R2       | R2C    | 1,600 cc超 2,000 cc以下 | 6気筒      | 自然吸気     | ガソリン   | 1,080 kg | 二輪駆動 | - WRC3 - JWRC |
| R3       | R3C    | 1,600 cc超 2,000 cc以下 | 6気筒      | 自然吸気     | ガソリン   | 1,080 kg | 二輪駆動 | - WRC3 - JWRC |
| R3       | R3D    | 2,000 cc以下            | 6気筒      | ターボ       | ディーゼル | 1,150 kg | 二輪駆動 | - WRC3 - JWRC |
| R3       | R3T    | 1,620 cc以下            | 4気筒      | ターボ       | ガソリン   | 1,080 kg | 二輪駆動 | - WRC3 - JWRC |
| R4       | R4     | 2,000 cc以上            | 無制限     | ターボ       | ガソリン   | 1,300 kg | 四輪駆動 | WRC2          |
| R5       | R5     | 1,400 cc超 1,600 cc以下 | 4気筒      | ターボ       | ガソリン   | 1,200 kg | 四輪駆動 | WRC2          |